# Wightman Cup

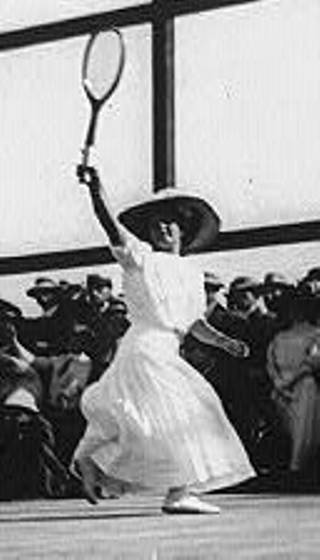
Hazel Hotchkiss Wightman

La Wightman Cup est une compétition de tennis féminin qui, de 1923 à 1989, a opposé chaque année l'équipe des États-Unis à celle de Grande-Bretagne. 
Créée sur le modèle de la Coupe Davis à l'initiative d'Hazel Hotchkiss Wightman, qui voulait accroître l'attractivité du tennis féminin, la Wightman Cup s'est initialement jouée les années paires au stade de Wimbledon et les années impaires à club de Forest Hills à New York. Le refus de l'United States Tennis Association (USTA) et de la Lawn Tennis Association (LTA) de faire participer d'autres pays, notamment l'Australie, a finalement abouti à la création de la Coupe de la Fédération (Fed Cup), qui mettra aux prises toutes les nations à partir de 1963.
Le trophée, un vase en argent, a précisément été offert par Hotchkiss Wightman. 
Chaque rencontre se jouait au meilleur des sept matchs, soit cinq simples et deux doubles.
Le 20 février 1990, l'USTA et la LTA ont conjointement annoncé la suspension de l'épreuve pour une « durée indéterminée », en raison du désintérêt du public après une longue série ininterrompue de victoires américaines.
Les États-Unis l'ont remporté cinquante et une fois contre dix pour le Royaume-Uni.

## Palmarès
Bilan :  États-Unis : 51 victoires -  Royaume-Uni : 10
| Date       | Lieu                                   | Vainqueur                              | Perdant                                | Score                                  |
| 11/08/1923 | Forest Hills, New York                 | États-Unis                             | Royaume-Uni                            | 7-0                                    |
| 1924       | Wimbledon                              | Royaume-Uni                            | États-Unis                             | 6-1                                    |
| 1925       | Forest Hills, New York                 | Royaume-Uni                            | États-Unis                             | 4-3                                    |
| 1926       | Wimbledon                              | États-Unis                             | Royaume-Uni                            | 4-3                                    |
| 1927       | Forest Hills, New York                 | États-Unis                             | Royaume-Uni                            | 5-2                                    |
| 1928       | Wimbledon                              | Royaume-Uni                            | États-Unis                             | 4-3                                    |
| 09/08/1929 | Forest Hills, New York                 | États-Unis                             | Royaume-Uni                            | 4-3                                    |
| 1930       | Wimbledon                              | Royaume-Uni                            | États-Unis                             | 4-3                                    |
| 1931       | Forest Hills, New York                 | États-Unis                             | Royaume-Uni                            | 5-2                                    |
| 1932       | Wimbledon                              | États-Unis                             | Royaume-Uni                            | 4-3                                    |
| 1933       | Forest Hills, New York                 | États-Unis                             | Royaume-Uni                            | 4-3                                    |
| 1934       | Wimbledon                              | États-Unis                             | Royaume-Uni                            | 5-2                                    |
| 1935       | Forest Hills, New York                 | États-Unis                             | Royaume-Uni                            | 4-3                                    |
| 1936       | Wimbledon                              | États-Unis                             | Royaume-Uni                            | 4-3                                    |
| 1937       | Forest Hills, New York                 | États-Unis                             | Royaume-Uni                            | 6-1                                    |
| 1938       | Wimbledon                              | États-Unis                             | Royaume-Uni                            | 5-2                                    |
| 1939       | Forest Hills, New York                 | États-Unis                             | Royaume-Uni                            | 5-2                                    |
| 1940-1945  | Non disputée : Seconde Guerre mondiale | Non disputée : Seconde Guerre mondiale | Non disputée : Seconde Guerre mondiale | Non disputée : Seconde Guerre mondiale |
| 1946       | Wimbledon                              | États-Unis                             | Royaume-Uni                            | 7-0                                    |
| 1947       | Forest Hills, New York                 | États-Unis                             | Royaume-Uni                            | 7-0                                    |
| 1948       | Wimbledon                              | États-Unis                             | Royaume-Uni                            | 6-1                                    |
| 1949       | Haverford, Pennsylvanie                | États-Unis                             | Royaume-Uni                            | 7-0                                    |
| 1950       | Wimbledon                              | États-Unis                             | Royaume-Uni                            | 7-0                                    |
| 1951       | Chestnut Hill, Massachusetts           | États-Unis                             | Royaume-Uni                            | 6-1                                    |
| 13/06/1952 | Wimbledon                              | États-Unis                             | Royaume-Uni                            | 7-0                                    |
| 1953       | Rye, New York                          | États-Unis                             | Royaume-Uni                            | 7-0                                    |
| 11/06/1954 | Wimbledon                              | États-Unis                             | Royaume-Uni                            | 6-0                                    |
| 1955       | Rye, New York                          | États-Unis                             | Royaume-Uni                            | 6-1                                    |
| 1956       | Wimbledon                              | États-Unis                             | Royaume-Uni                            | 5-2                                    |
| 1957       | Edgeworth, Pennsylvanie                | États-Unis                             | Royaume-Uni                            | 6-1                                    |
| 1958       | Wimbledon                              | Royaume-Uni                            | États-Unis                             | 4-3                                    |
| 1959       | Edgeworth, Pennsylvanie                | États-Unis                             | Royaume-Uni                            | 6-1                                    |
| 1960       | Wimbledon                              | Royaume-Uni                            | États-Unis                             | 4-3                                    |
| 1961       | Chicago, Illinois                      | États-Unis                             | Royaume-Uni                            | 6-1                                    |
| 1962       | Wimbledon                              | États-Unis                             | Royaume-Uni                            | 4-3                                    |
| 1963       | Cleveland, Ohio                        | États-Unis                             | Royaume-Uni                            | 6-1                                    |
| 1964       | Wimbledon                              | États-Unis                             | Royaume-Uni                            | 5-2                                    |
| 1965       | Cleveland, Ohio                        | États-Unis                             | Royaume-Uni                            | 5-2                                    |
| 1966       | Wimbledon                              | États-Unis                             | Royaume-Uni                            | 4-3                                    |
| 1967       | Cleveland, Ohio                        | États-Unis                             | Royaume-Uni                            | 6-1                                    |
| 1968       | Wimbledon                              | Royaume-Uni                            | États-Unis                             | 4-3                                    |
| 1969       | Cleveland, Ohio                        | États-Unis                             | Royaume-Uni                            | 5-2                                    |
| 1970       | Wimbledon                              | États-Unis                             | Royaume-Uni                            | 4-3                                    |
| 1971       | Cleveland, Ohio                        | États-Unis                             | Royaume-Uni                            | 4-3                                    |
| 16/06/1972 | Wimbledon                              | États-Unis                             | Royaume-Uni                            | 5-2                                    |
| 1973       | Brookline, Massachusetts               | États-Unis                             | Royaume-Uni                            | 5-2                                    |
| 1974       | Queensferry, Pays de Galles            | Royaume-Uni                            | États-Unis                             | 6-1                                    |
| 1975       | Cleveland, Ohio                        | Royaume-Uni                            | États-Unis                             | 5-2                                    |
| 1976       | Crystal Palace                         | États-Unis                             | Royaume-Uni                            | 5-2                                    |
| 1977       | Oakland, Californie                    | États-Unis                             | Royaume-Uni                            | 7-0                                    |
| 02/11/1978 | Royal Albert Hall, Londres             | Royaume-Uni                            | États-Unis                             | 4-3                                    |
| 1979       | West Palm Beach, Floride               | États-Unis                             | Royaume-Uni                            | 7-0                                    |
| 30/10/1980 | Royal Albert Hall, Londres             | États-Unis                             | Royaume-Uni                            | 5-2                                    |
| 1981       | Chicago, Illinois                      | États-Unis                             | Royaume-Uni                            | 7-0                                    |
| 1982       | Royal Albert Hall, Londres             | États-Unis                             | Royaume-Uni                            | 6-1                                    |
| 1983       | Williamsburg, Virginie                 | États-Unis                             | Royaume-Uni                            | 6-1                                    |
| 1984       | Royal Albert Hall, Londres             | États-Unis                             | Royaume-Uni                            | 5-2                                    |
| 1985       | Williamsburg, Virginie                 | États-Unis                             | Royaume-Uni                            | 7-0                                    |
| 1986       | Royal Albert Hall, Londres             | États-Unis                             | Royaume-Uni                            | 7-0                                    |
| 1987       | Williamsburg, Virginie                 | États-Unis                             | Royaume-Uni                            | 5-2                                    |
| 1988       | Royal Albert Hall, Londres             | États-Unis                             | Royaume-Uni                            | 7-0                                    |
| 1989       | Williamsburg, Virginie                 | États-Unis                             | Royaume-Uni                            | 7-0                                    |